# Vladimir Kraïnev
 (août 2021).
Vladimir Vsevolodovitch Kraïnev (en russe : Владимир Всеволодович Крайнев), né le 1er avril 1944 à Krasnoïarsk, en Union soviétique, et mort le 29 avril 2011 à Hanovre, en Allemagne, est un pianiste et pédagogue soviétique.

## Biographie
Né à Krasnoïarsk en 1944, Vladimir Kraïnev suit le parcours académique des plus brillants jeunes musiciens soviétiques, passant par l'école centrale de Moscou pour accéder au Conservatoire Tchaïkovski de Moscou, où il étudie dans la classe la plus prestigieuse, celle d'Heinrich Neuhaus. Il est distingué au concours international de Leeds (1963), puis remporte le Concours Vianna da Motta de Lisbonne (1964, ex æquo avec Nelson Freire) et la prestigieuse médaille d'or du Concours International Tchaïkovski (1970, ex æquo avec John Lill (en)).
Sa carrière internationale de soliste le conduit à se produire avec les grands chefs soviétiques (Guennadi Rojdestvenski, Ievgueni Svetlanov, ou Iouri Temirkanov) et étrangers (Pierre Boulez, Bernard Haitink, Kurt Masur, Carlo Maria Giulini, Antal Dorati, Kurt Sanderling). En musique de chambre, il a notamment compté parmi les partenaires du Quatuor Borodine, de Gidon Kremer, de Natalia Gutman, et d'Heinrich Schiff. Il a également accompagné la basse Evgeny Nesterenko.
Son enregistrement le plus connu consiste en l'une des rares intégrales des cinq concertos de Sergueï Prokofiev, enregistrée de 1991 à 1992 pour Teldec (aujourd'hui rééditée par Warner classics) avec le Hr-Sinfonieorchester de Francfort sous la direction de Dmitri Kitaïenko.
Il est par ailleurs dédicataire du Concerto no 1 de Rodion Chtchedrine et du Concerto pour piano et cordes (1979) d'Alfred Schnittke.
Vladimir Kraïnev acquiert une très grande notoriété de professeur, et a été considéré comme le pédagogue soviétique le plus éminent de sa génération aux côtés d'Elisso Virssaladze, Sergueï Dorenski ou Tatiana Nikolaïeva. Il a effectué la plus grande partie de sa carrière d'enseignant à la Hochschule für Musik, Theater und Medien de Hanovre. En 2002, il préside le jury du XIIe Concours International Tchaïkovski. Au Conservatoire Tchaïkovski de Moscou se déroulent chaque année des séries de concerts « Kraïnev et ses élèves » faisant connaître de jeune pianistes. Le Festival de La Roque-d'Anthéron a organisé le 1er août 2004 une de ses Nuits du piano suivant le même schéma (récital d'élèves de différentes générations suivi d'un récital du maître).
Vladimir Kraïnev fonde en 1992 un concours international portant son nom, et l'adosse en 1994 à une fondation (Vladimir Krainev International Fund for Young Pianists). Ce concours est toujours actif et se déroule à Kharkiv, en Ukraine, tous les deux ans (années paires), et comprend deux catégories, une pour les élèves de moins de treize ans et l'autre pour ceux de moins de seize ans. Les élèves les plus connus de Kraïnev sont aujourd'hui Katia Skanavi, Denys Proshayev, Igor Tchetuev et plus récemment Ilya Rachkovsky, Hisako Kawamura, Dinara Klinton et Ingmar Lazar.
Vladimir Kraïnev était Artiste du peuple de l'URSS.
Il s'est éteint le 29 avril 2011 à son domicile, à Hanovre.